# Apeadero de Monte dos Lobos
El Apeadero de Monte dos Lobos es una estación ferroviaria de la Línea de la Beira Alta, que sirve a la localidad de Monte dos Lobos, en el Distrito de Aveiro, en Portugal.

## Historia

### Inauguración
El tramo entre las Estaciones de Pampilhosa y Vilar Formoso de la Línea de la Beira Alta, donde este apeadero se encuentra, fue inaugurado por la Compañía de los Caminhos de Ferro Portugueses de la Beira Alta  el 1 de julio de 1883.